# ۳۶ ساعت
۳۶ ساعت (انگلیسی: 36 Ghante) یک فیلم به کارگردانی راج تیلاک است که در سال ۱۹۷۴ منتشر شد. از بازیگران آن می‌توان به راج کومار، مالا سینها، سونیل دات، دنی دنزونگپا، و پروین بابی اشاره کرد.